# Banque centrale de Malte
La Banque centrale de Malte (en maltais : Bank Ċentrali ta’ Malta ; en anglais : Central Bank of Malta) est la banque centrale de la république de Malte. Elle est située à La Valette et fut créée le 17 avril 1968.
Avant 2008, elle émettait les billets et les pièces de la lire maltaise avant que Malte n’adopte l’euro. Depuis 2014, elle est également l'autorité nationale compétente de Malte au sein de la Mécanisme de surveillance unique.

## Liste de gouverneurs
| Rang | Nom                  | Mandat                                |
| ---- | -------------------- | ------------------------------------- |
| 1er  | Philip L. Hogg       | 17 avril 1968 – 31 mars 1972          |
| 2e   | Borge Andersen       | 1er avril 1972 – 16 mars 1973         |
| 3e   | R.J.A. Earland       | 17 mars 1973 – 25 janvier 1974        |
| 4e   | Henry C. de Gabriele | 1er septembre 1985 – 6 novembre 1986  |
| 5e   | Anthony Galdes       | 3 juin 1987 – 2 juin 1993             |
| 6e   | Francis J. Vassallo  | 15 septembre 1993 – 30 septembre 1997 |
| 7e   | Emanuel Ellul        | 1er octobre 1997 – 30 septembre 1999  |
| 8e   | Michael C. Bonello   | 1er octobre 1999 – 30 juin 2011       |
| 9e   | Josef Bonnici        | 1er juillet 2011 – 30 juin 2016       |
| 10e  | Mario Vella          | 1er juillet 2016 – 31 décembre 2020   |
| 11e  | Edward Scicluna      | Depuis le 1er janvier 2021            |